# Гуш Шалом
Гуш Шалом (Корпус Мира ивр.) — ультралевая израильская общественная организация, выступающая за мир с палестинцами и арабскими странами и создание Палестинского государства на всей территории оккупированных Израилем в 1967 году Западного Берега и сектора Газа. Создана в 1993 году израильским публицистом и политиком, бывшим членом Иргуна Ури Авнери.

## Программа
Согласно сайту организации, основная цель «Гуш Шалом» состоит в том, чтобы оказывать влияние на общественное мнение в Израиле, направляя его по пути мира и согласия с палестинским народом на основе следующих принципов:
- Прекращение оккупации.
- Признание права палестинского народа на создание независимого и суверенного Государства Палестина на всех территориях, оккупированных Израилем в 1967 году.
- Придание существовавшей до 1967 года «Зеленой линии» статуса межгосударственной границы Израиля и Палестины (при возможности незначительных взаимно согласованных территориальных обменов); эта граница должна оставаться открытой для свободного перемещения людей и товаров в соответствии с условиями взаимного соглашения.
- Определение Иерусалима как столицы двух государств, причем Восточный Иерусалим (включая Харам аль-Шариф — Храмовую гору) станет столицей Палестины, а Западный Иерусалим (включая Стену плача) — столицей Израиля. Город должен оставаться физически единым муниципальным образованием на основе взаимного соглашения.
- Принципиальное признание права палестинских беженцев на возвращение с предоставлением каждому беженцу возможности свободного выбора между компенсацией и возвращением в Палестину или Израиль, при взаимно согласованном числе беженцев, которые смогут вернуться в Израиль в соответствии с ежегодными квотами, не подрывающими основ Израиля.
- Обеспечение безопасности Израиля и Палестины путём заключения соглашений и предоставления гарантий.
- Стремление к всеобъемлющему миру между Израилем и всеми арабскими странами и созданию регионального союза[2].

## История основания организации
Поводом для создания организации стала высылка в Ливан в 1992 году правительством Рабина 415 палестинцев, подозреваемых в причастности к исламистским группировкам ХАМАС и Исламский джихад. Эти организации совершили серию терактов, нападений на израильских солдат и убийств в ходе первой интифады. Непосредственным поводом для ареста и высылки 415 палестинцев, подозреваемых в связях с исламистами, стало похищение исламистами израильского пограничника с целью обмена его на духовного лидера ХАМАС шейха Ясина, находившегося в израильской тюрьме. Однако обмен не состоялся, и пограничник был убит.
Армия Израиля провела массовые аресты палестинцев, подозреваемых в связях с исламистами. После убийства пограничника, 17 декабря 1992 года, 415 человек были высланы на нейтральную полосу в Южном Ливане. Ливанское правительство отказалось принять высланных. Среди высланных находились будущие видные деятели ХАМАС — Исмаил Хания, Халед Машаль и Абдель Рантиси. В дальнейшем многие из высланных вернулись в Газу и на Западный Берег.
Левые организации и сторонники мира в Израиле посчитали высылку сотен человек без судебного разбирательства противозаконной и организовали пикет и палаточный городок у здания кнессета. В ходе протестов Авнери и его сторонники решили основать организацию «Гуш Шалом», так как по их мнению «прочие группы, поддерживающие мир в Израиле, были неспособны или не хотели противостоять репрессивным мерам, которые ввело новое лейбористское правительство И. Рабина», обойдя таким образом партию Рабина слева.

## Видные члены организации
Ури Дэвис, израильтянин еврейского происхождения, один из основателей «Гуш Шалом», имеет[когда?] официальный статус наблюдателя в Национальном палестинском совете. До 1994 года, то есть до официального признания израильским правительством ФАТХ партнером в мирном процессе, Дэйвису был запрещен въезд в Израиль. После соглашений Дэвис приехал в Израиль и поселился в арабском поселке Сахнин.

## Критика деятельности организации
Согласно Зееву Гейзелю, «„Гуш Шалом“ полностью солидаризируется с ООП, более того, его позиция зачастую неотличима от позиции других организаций, по сравнению с которыми ООП выглядит более чем умеренной». Организация, в частности, призывала к бойкоту еврейских предприятий на Западном Берегу реки Иордан, по словам Гейзеля, «печально напоминающему другие антиеврейские бойкоты в недавнем прошлом».
Согласно тому же автору, «трудно припомнить случай, чтобы „Гуш Шалом“ критиковал какие-либо действия палестинской стороны».
Поддержку Арафата «Гуш Шаломом» не отменило ни начало 2-й интифады, ни теракты против израильтян, ни разоблачения источников финансирования «Гуш Шалом» и подобных организаций.